# Luigi de' Rossi
Pour les autres membres de la famille, voir Famille de Médicis.
Luigi de' Rossi (né à Florence, Toscane,  Italie, le 6 août 1474 et mort le 20 août 1519 à Rome) est un cardinal italien du XVIe siècle. Membre de la puissante famille de Médicis, il est le cousin des papes Léon X et Clément VII.

## Biographie
Luigi de' Rossi francisé en « Louis de Roussy » est protonotaire apostolique et abbé commendataire de La Vid à Burgos et de l'abbaye Saint-Sauveur de Redon. 
Fils de Leonetto de' Rossi et de Maria de Médicis fille illégitime de Pierre de Médicis, et de ce fait membre de la famille de Médicis, neveu de Laurent le Magnifique et cousin du pape Léon X, qui le nomma cardinal avec le titre honorifique de Saint-Clément au consistoire du 1er juillet 1517. Il est éduqué avec Jean de Médicis, le futur pape Léon X. On ne sait pas grand-chose de ses premières années , Cardella  rapporte cependant, comment dans sa jeunesse il a fait preuve « ... d'un jugement mûr et d'une rare prudence dans la conduite des affaires. ..  ».
Il est créé cardinal par le pape Léon X lors du consistoire du 1er juillet 1517. Le cardinal de' Rossi  est pro-dataire du pape. Fidèle de Léon X, à tel point que le Pape se fait représenter par Raphaël dans un célèbre portrait conservé au Musée des Offices à côté de ses deux cardinaux parents : Giulio de' Medici, futur pape Clément VII et Luigi de' Rossi. Il meurt à Rome le 20 août 1519 et est inhumé dans la basilique Saint-Pierre, alors un chantier à ciel ouvert, et ce n'est que plusieurs années plus tard que son corps fut transféré à Florence, dans l'Église Santa Felicita de Florence.